# زقاق

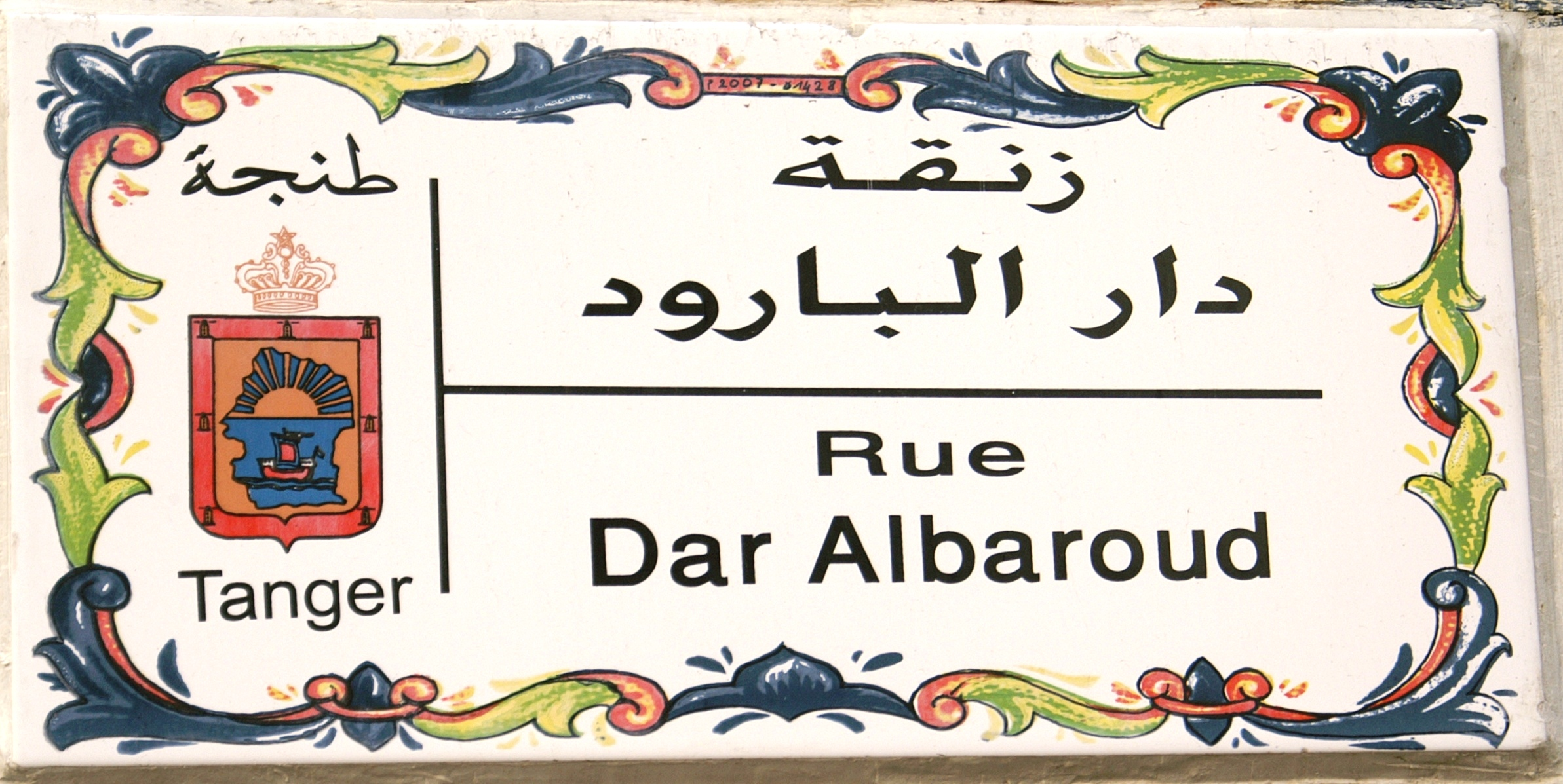
«زنقة» دار البارود بمدينة طنجة.

الزقاق (الجمع: أَزِقَّة) طريق ضيق يسمح بمرور سيارة واحدة فقط. وقد يميزه البعض بأنه أكبر قليلًا من «الزنقة» وأصغر من الحارة.
هذا الشكل الهندسي «الزقاق» يتواجد بكثرة في الأحياء القديمة للمدن العتيقة، خاصة في أوروبا والعالم العربي.

## العالم العربي

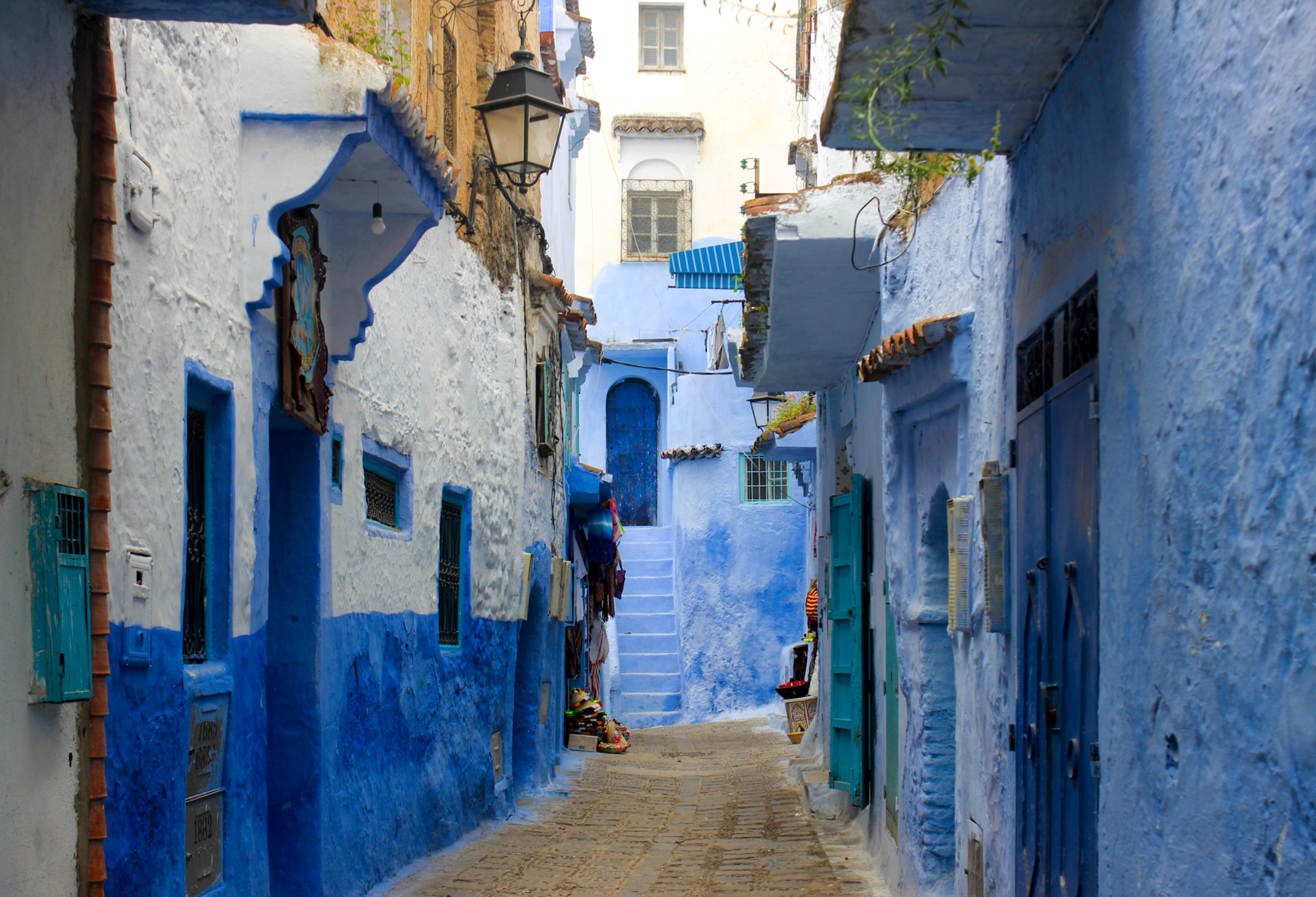
زقاق بمدينة شفشاون بالمغرب

الزقاق يكاد يقتصر على المدن العتيقة في مدن المغرب العربي وشمال إفريقيا عموما، بسبب الشوارع الضيقة جدا، فالمدن القديمة عادة ما تكون خالية من حركة السيارات، وفي بعض الحالات حتى الدراجات النارية والدراجات الهوائية بسبب ضيق مساحة حركة المرور.
يمكن أن يصل عرض بعض الشوارع إلى أقل من متر واحد. وهذا يجعلها فريدة من نوعها بين المراكز الحضرية المكتظة بالسكان. وتعتبر مدينة شفشاون وخصوصا المدينة القديمة لفاس "فاس البالي"، واحدة من أكبر المناطق الخالية من السيارات في المناطق الحضرية في العالم.

## العراق
في العراق، لكل شارع اسم ورقم، تُستعمل كلمة شارع إذا أضيف إلى الاسم، فيقال مثلا «شارع عثمان بن عفان» وتُستعمل كلمة «زقاق» مضافاً إلى الأرقام سواء كان الزقاق واسعاً وضيّقاً، فيقال شارع عثمان بن عفان - زقاق 31، فلكمة زقاق بمعنى شارع مرتبطة في العراق فقط بأرقام الشوارع.

## معرض صور

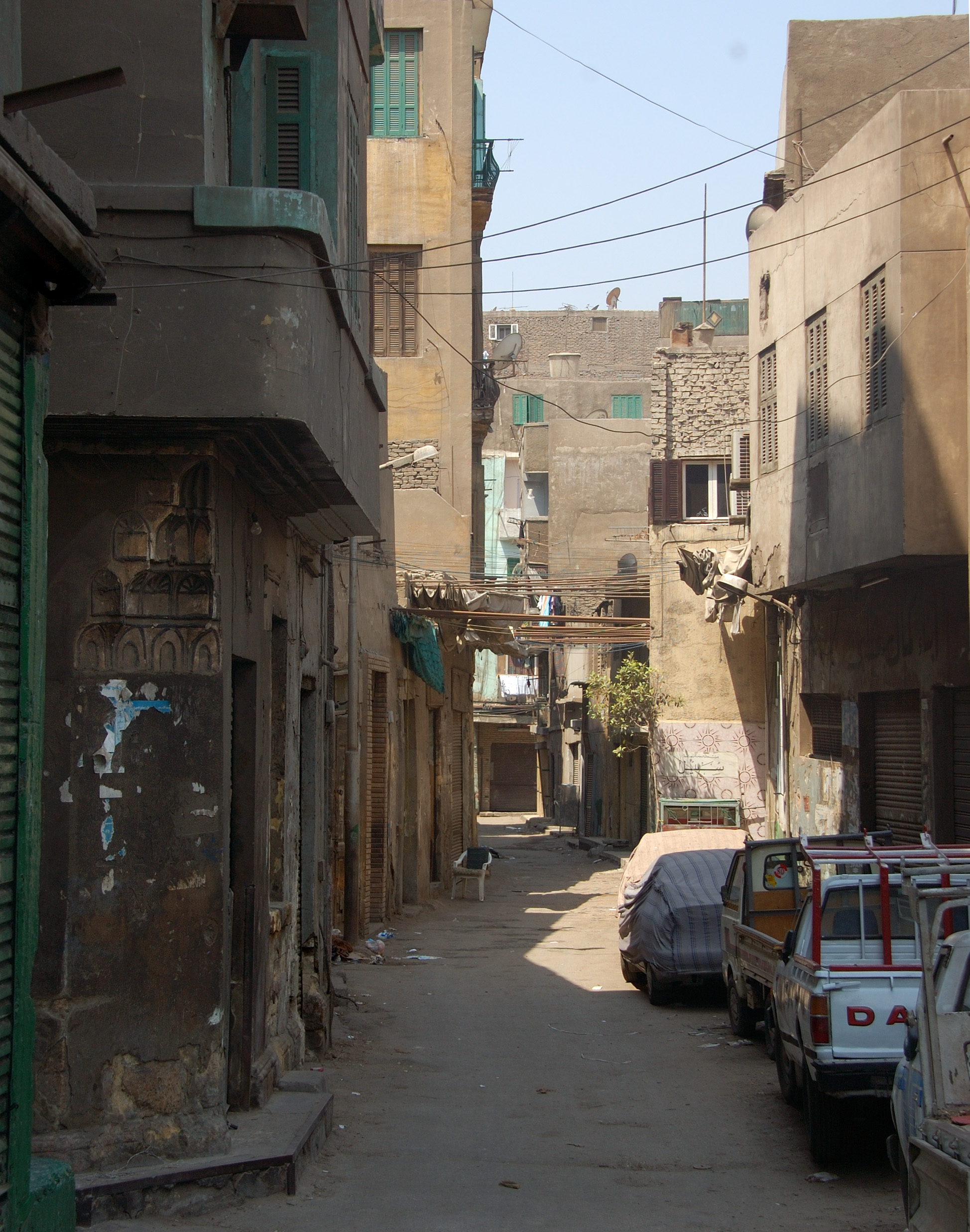
«زقاق» في القاهرة.
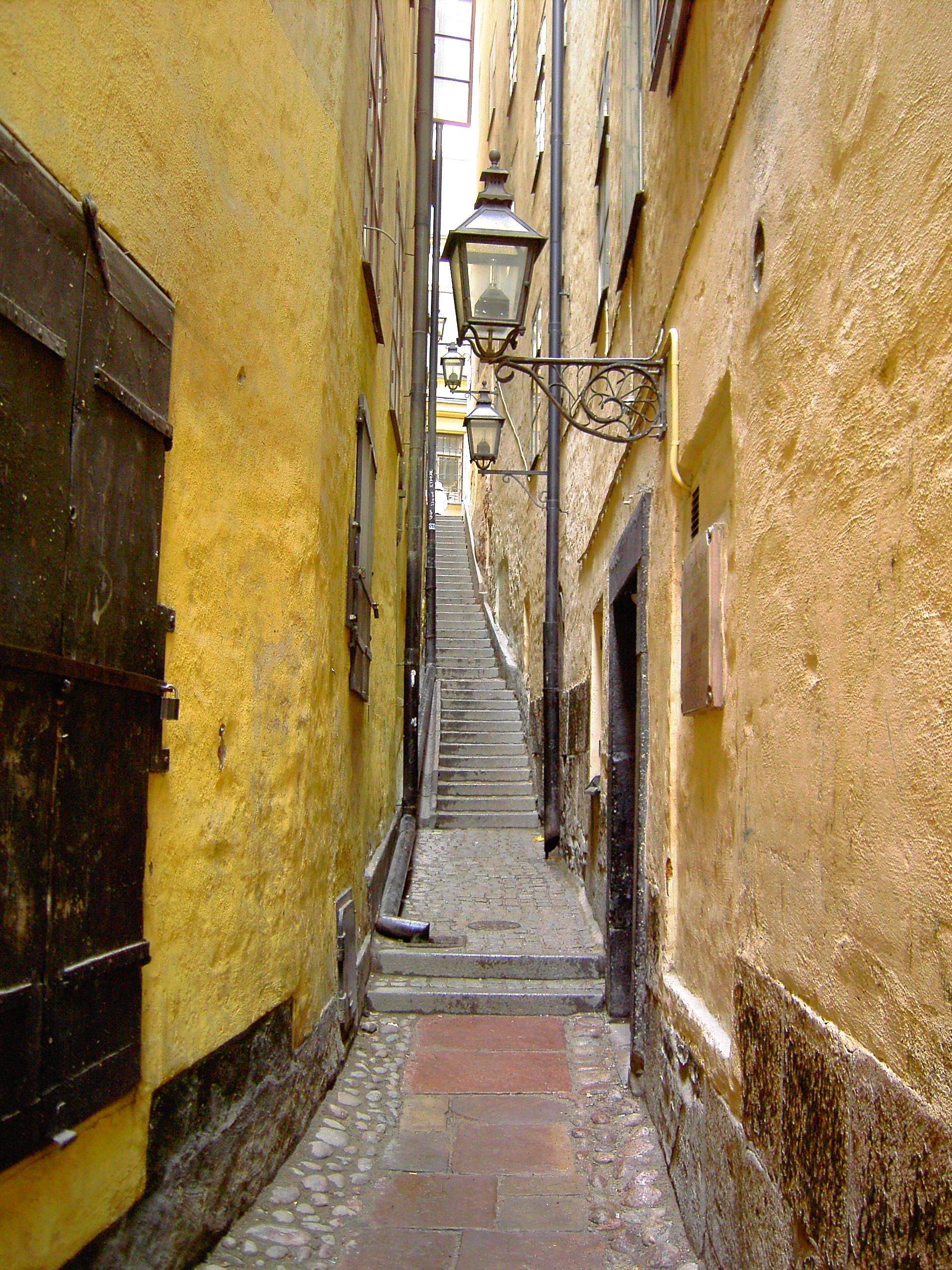
«زنقة» مارتن تروتزيغ بعرض 90 سم في ستوكهولم.
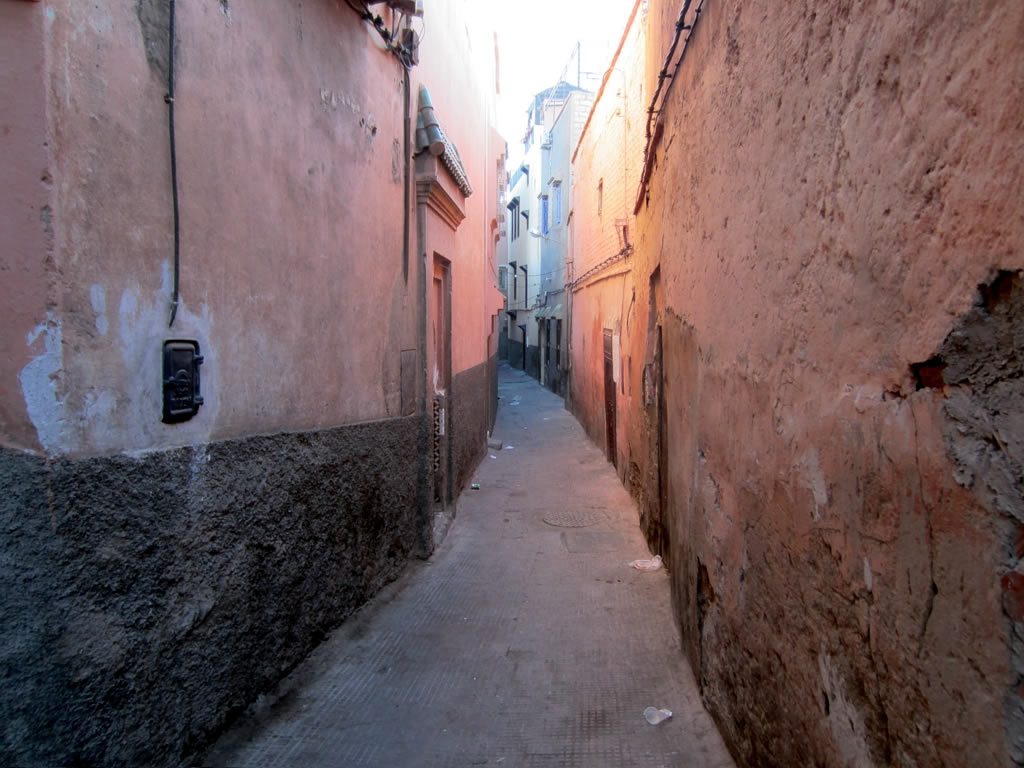
«زنقة» في مدينة مراكش المغربية.
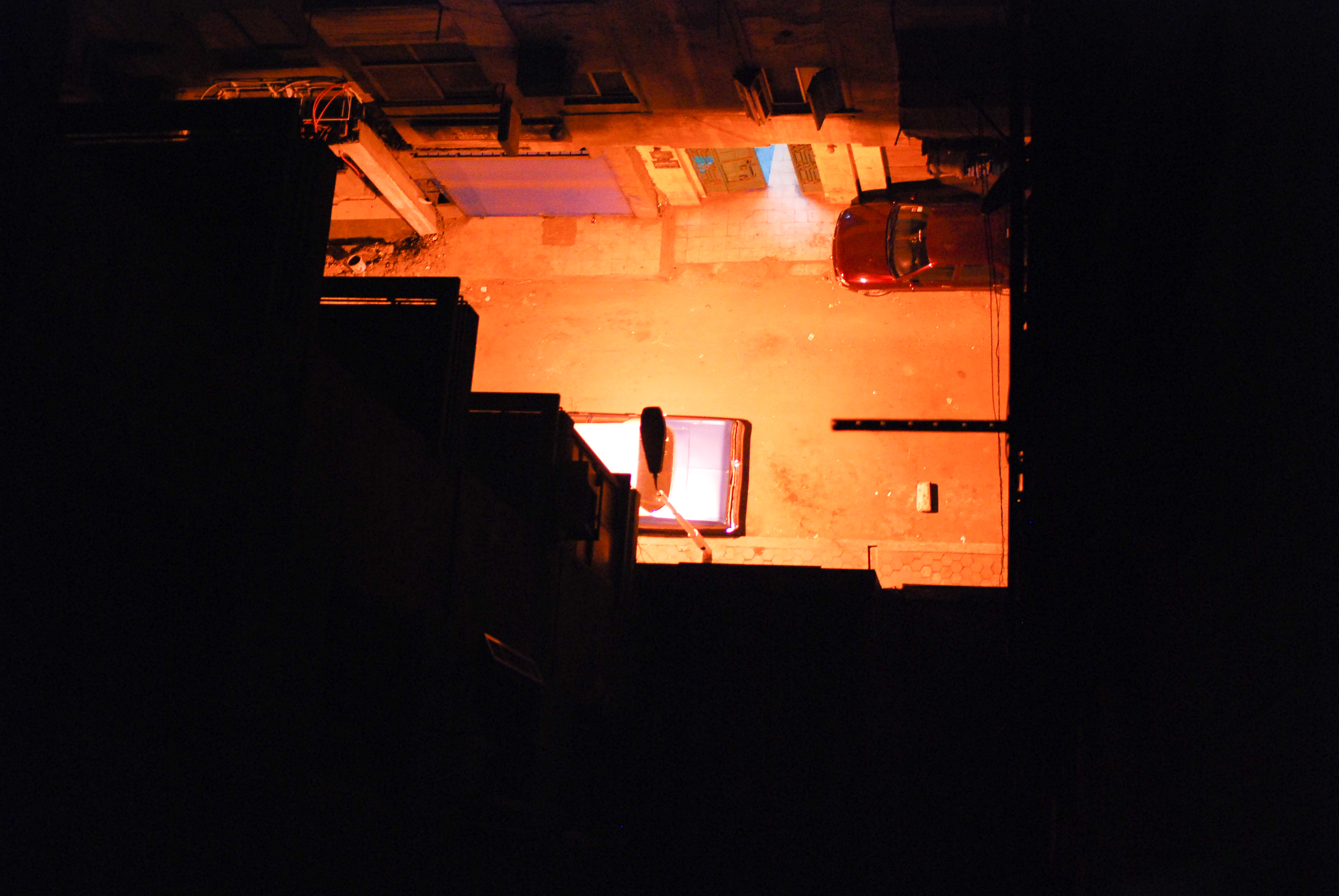
صورة من أعلى أحد أزقة القاهرة.
زقاق بقصبة الوداية بمدينة الرباط المغرب.
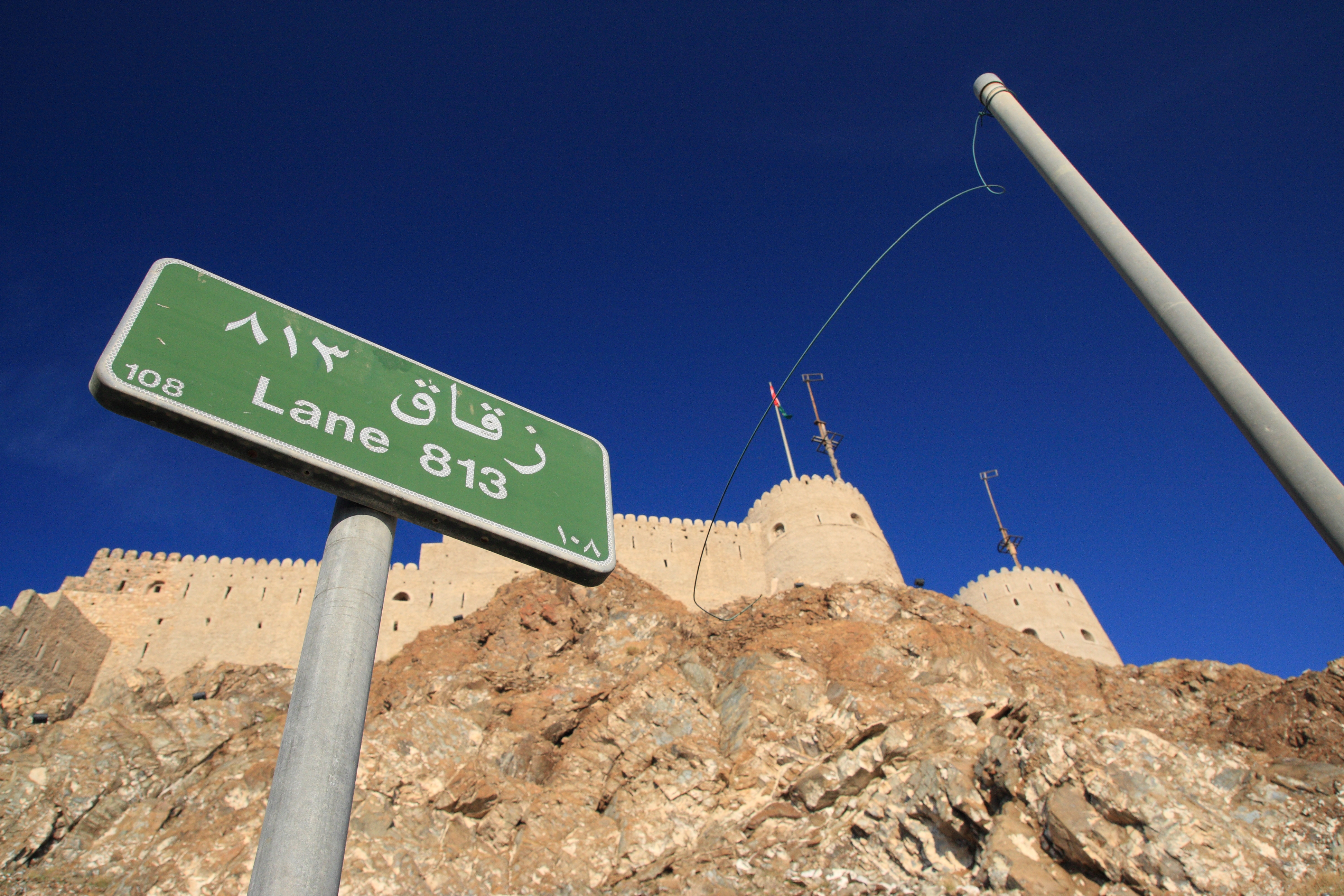
لافتة زقاق في مسقط عمان.